# Someș-Odorhei
Someș-Odorhei è un comune della Romania di 2 937 abitanti, ubicato nel distretto di Sălaj, nella regione storica della Transilvania. 
Il comune è formato dall'unione di 5 villaggi: Bârsa, Domnin, Inău, Someș-Odorhei, Șoimuș.